# Michael Lange
 Der er flere personer med dette navn, se Michael Lange (flertydig).
Michael Lange (født 23. februar 1788 i København, død 20. marts 1856 i København) var overpræsident i København.
Han var en søn af brygger og kasserer ved Det asiatiske Kompagni Henrik Christian Lange (18. oktober 1756 – 1. juli 1814) og Elisabeth Charlotte f. Clausen (d. 14. november 1847), blev 1803 privat dimitteret, 1806 juridisk kandidat, 1809 underkancellist og 1812 kancellist i Danske Kancelli og var desuden fra 1810 3. lovkyndige assessor (dommer) i Københavns Søret. 1814 udnævntes han til assessor i Den kongelige Landsoverret samt Hof- og Stadsret, 1822 til Højesteretsassessor og 1825 til deputeret i Danske Kancelli og chef for dettes 3. departement. 1834-40 var han tillige decisor for en del af regnskaberne vedrørende de umyndiges midler.
På grund af det mindre gode forhold, der efterhånden udviklede sig imellem ham og P.C. Stemann, hvis anskuelser han jævnlig energisk bekæmpede, opgav han 1846 sin stilling i det danske Kancelli for at blive overpræsident i København, ledende medlem af den administrerende direktion for hovedstadens fattigvæsen, af dens vandkommission samt af Fødsels- og Plejestiftelsen. I disse stillinger virkede han derefter indtil sin død, 20. marts 1856 i København. 1811 havde han fået titel af kancellisekretær, 1841 af konferensråd; 1840 var han blevet Kommandør af Dannebrog, 1847 Storkors. Han var ikke blot en anerkendt dygtig embedsmand, men tillige en varm patriot og en uegennyttig karakter. Som et talende vidnesbyrd om hans tilsidesættelse af individuelle sympatier og personlige hensyn kan anføres hans holdning i martsdagene 1848, idet han, der var afgjort helstatsmand og var nøje knyttet til flere af de hidtilværende ministre, særlig A.S. Ørsted, ikke betænkte sig på at stille sig i spidsen for kommunalbestyrelsen på dennes bekendte tog til Christiansborg Slot og udelukkende gjorde dette, for at ikke Borgerrepræsentationens optræden til skade for os i udlandet skulle blive opfattet som et decideret oprør.
Han blev 8. august 1816 i Christianssand gift med Lucie Thomine Petersen (21. april 1795 i Christianssand – 16. april 1858), datter af læge Claus Petersen og Vilhelmine f. Lakier.
Michael Lange og Lucie Thomine Petersen fik 3 børn:
1. Elise Wilhelmine Lange (31. juli 1817 i København – 27. august 1901 Frederiksberg)
2. Charlotte Sophie Lange (19. oktober 1818 – 27. juni 1859 på Frederiksberg)
3. Ida Lange (26. marts 1820 -17. april 1885)

Michael Lange er begravet i familiegravsted på Assistens Kirkegård